# Tónico (medicina)

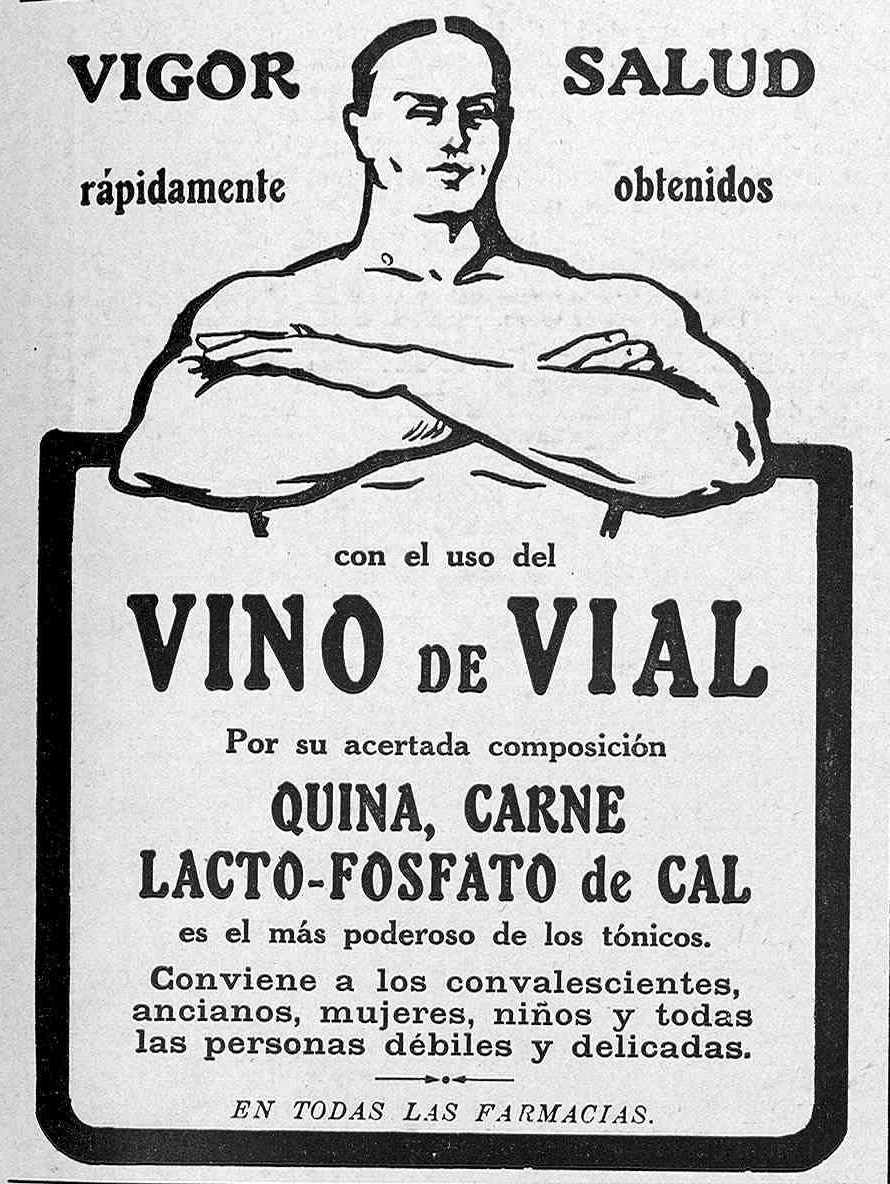
Anuncio de un tónico en 1918

Tónico es aquello que entona o vigoriza. Es la propiedad de una sustancia capaz de excitar la actividad orgánica. Esta virtud consiste en estimular y fortificar los órganos débiles, restablecer su normal funcionamiento, recuperar su energía y fuerza vital. Un tónico mejora el tono físico y la vitalidad del organismo. Reconstituyente es sinónimo de tónico, siendo la virtud de hacer recuperar el vigor perdido.
Entre los diferentes tipos de tónicos tenemos:
- Tónico capilar: estimula el crecimiento del pelo.
- Tónico cardíaco: estimula y refuerza la actividad del corazón.
- Tónico digestivo o amargo: estimula el flujo de la saliva y ayuda el proceso de la digestión. Es útil para el tratamiento de la pérdida temporal del apetito.
- Tónico estomacal: restablece el tono normal del estómago.
- Tónico general: es un estimulante genérico.
- Tónico genital: restablece el tono normal de los genitales.
- Tónico muscular: aumenta el tono muscular.
- Tónico nervioso: restablece el tono normal del sistema nervioso.
- Tónico uterino: restablece el tono normal del útero.

La bebida conocida como tónica o agua tónica se llama así por sus propiedades tónicas digestivas y nerviosas, conferidas por la quinina que contiene.

## Cosmética
En cosmética, un tónico es una sustancia que se aplica en la piel para cerrar sus poros, limpiarla y prepararla para aplicarle una crema hidratante.